# Чукалівка
Чу́калівка — село в Україні, у Івано-Франківському районі Івано-Франківської області. Входить до складу Івано-Франківської міської громади.

## Історія
Перша документальна згадка про село Чукалівка датується 1652 роком. Цікаво, що тоді воно мало подвійну назву — Слобідка Чукалівка або Красний Потік. Місцева легенда говорить: «У 1648 році почалися польсько- козацькі війни. Богдан Хмельницький з великим військом пішов на Польщу. Одного полковника він послав на Прикарпаття для того, щоб вигнати поляків з України. Сталося так, що військо з сотником Сичем попало в полон. Троє козаків вирішили прорватися з оточення, але їх було вбито. Ім'я одного з них — Чукало, на честь якого і названо село». За Австро-Угорщини, в період від 1772 до 1918 року село Чукалівка адміністративно належала до домінії Станиславів Станіславівського округу, а з 1854 року до Богородчанського повіту. У 1858 році в селі нараховувалося тільки 290 мешканців. Цього ж року вперше згадується у селі однокласна парохіяльна школа, до якої ходив 21 школяр.
Читальня «Просвіта» в селі була створена в 1910 році. В 1913 році в селі парохом став о. Теодор Матейко який заснував «Братство тверезости», воно нараховувало 30 членів і проіснувало до 1925 року і мало тоді 61 братчика. В 30- х роках загальна площа села становила 4,13 кв. м. В 1935 році в селі проживало 512 греко-католиків. З історією с. Чукалівки кінця 30-х початку 40-х років пов'язане ім'я відомого церковного і культурного діяча Прикарпаття священника Івана Блавацького.                                 
Перед війною в селі відбулася місія. 30 червня 1941 року село було захоплене німцями. В той же день ОУН, яку очолив Степан Бандера, проголосував у Львові Акт відновлення Української держави. З новими надіями про українську самостійність галичани збирали кошти на «дар української держави». Розпочали акцію селяни села з ініціативи Прокопа Петришина, назбиравши 2.217 крб.
Німецька окупація тривала до 27 липня 1944 року. На примусові роботи у рейх вивезено 48 чоловіків, ще 23 не повернулися до рідних домівок з доріг другої світової війни. В 1946 році церква в селі примусово переведена до православної юрисдикції. В 1948 році відкрилася початкова школа. В 1953 році вперше в 115 хатах села почули радіо. В 1969 році за кошти колгоспу «Леніна», почалося будівництво клубу, який в 1972 році було здано в експлуатацію.
В 1974 році було відкрито Міське кладовище розміром понад 50 гектарів. На кладовищі похована велика кількість знаних в області та Івано-Франківську людей, зокрема, народні артисти України Сергій Романюк, Христина Фіцалович, літераторка Ольга Дучимінська, науковиця Олена Дєльцова тощо.
В 1990 році розпочалася газифікація села під керівництвом Петришина Миколи Дмитровича, Карася Олександра.
13 грудня 1991 року утворилася Чукалівська сільська рада. Голова Шиптур Іван Дмитрович, секретар Гаврилів Ігор Богданович.
Того ж 1991 року чукалівська церква знову стала греко-католицькою, а наступного року були відновлено хрести, які свого часу було встановлено на честь скасування кріпосного права. Напередодні з черніївських гаїв Дорошенко Петро Михайлович, та їздовий Влашин Роман Антонович привезли дуби, з яких були зроблені  2 хрести.
В 1992 році почалося будівництво нової школи. Але через брак коштів цю роботу було заморожено. В цьому ж році сільський клуб перейменували на Будинок культури.

## Релігія
- церква Благовіщення Пречистої Діви Марії (1873, дерев'яна, УГКЦ)

## Населення

### Мова
Розподіл населення за рідною мовою за даними перепису:
| Мова       | Кількість | Відсоток |
| ---------- | --------- | -------- |
| українська | 1391      | 98.86%   |
| російська  | 14        | 1.00%    |
| білоруська | 2         | 0.14%    |
| Усього     | 1407      | 100%     |

## Відомі люди
Проживали
- о. Іван Блавацький (1887—1963) — український греко-католицький священник, громадський діяч[4].

Поховані
- Володимир Босацький (1936—2005) — видатний лікар, науковець, засновник Прикарпатського центру репродукції людини.
- Андрій Витвицький (1987—2018) — український громадський активіст, учасник війни на сході України, доброволець розвідгрупи «Санти» ДУК ПС.
- Сергій Гундер (1977—2018) — український військовик, солдат Збройних сил України, учасник російсько-української війни.
- Олена Дєльцова (1944—2023) — українська науковиця-морфолог, гістолог, педагог, доктор медичних наук.
- Ольга Дучимівська (1883—1988) — українська письменниця, поетеса, літературний критик, репресована.
- Роман Грицик (1986—2014) — український військовик, молодший сержант, учасник російсько-української війни.
- Дмитро Ломей (1982—2015) — український військовик, солдат Збройних сил України, учасник російсько-української війни.

## Зображення

Капличка в селі Чукалівка
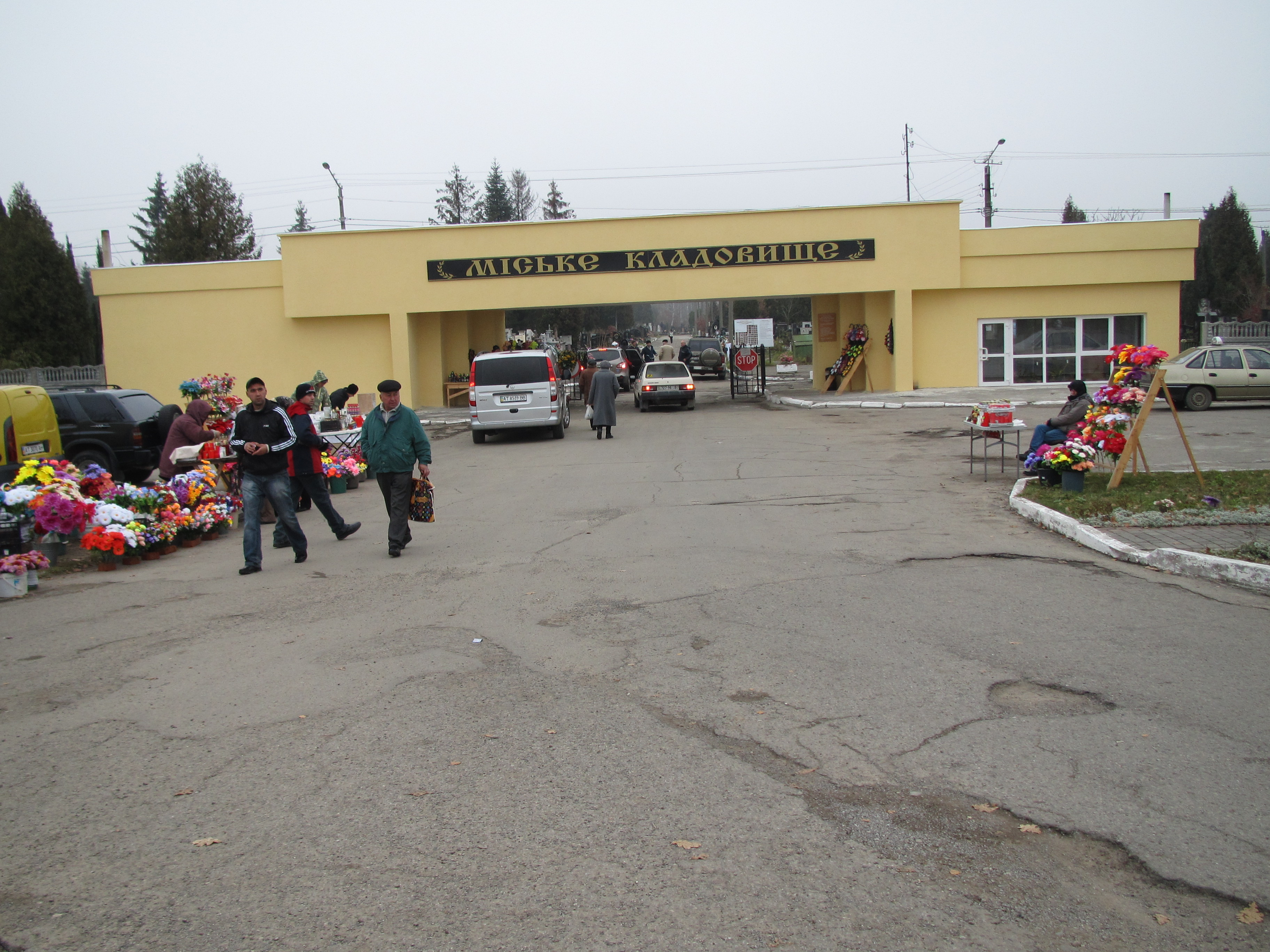
Міське кладовище
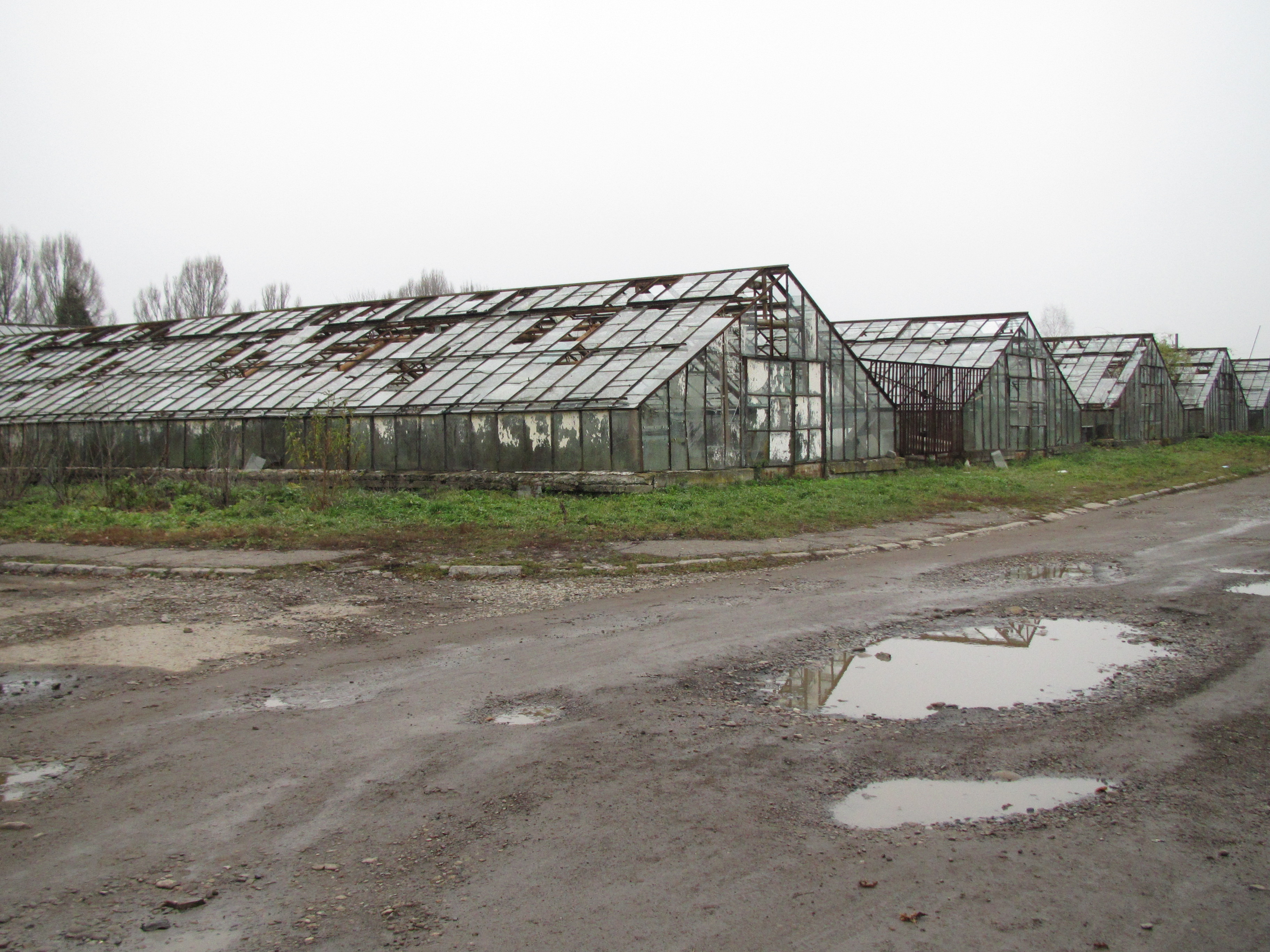
Колишнє «Зелене господарство».
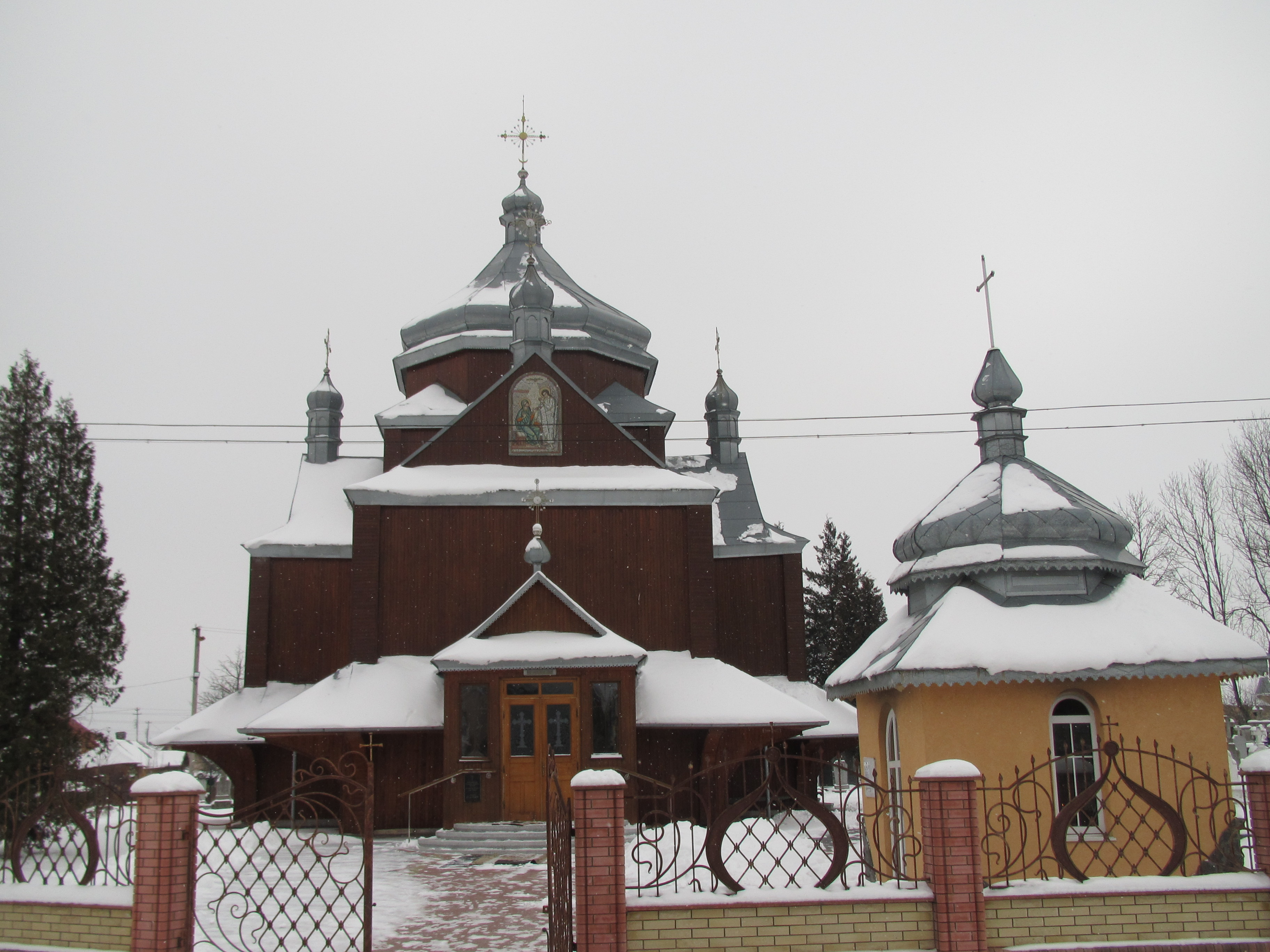
Церква Благовіщення Пр. Діви Марії УГКЦ
Школа в Чукалівці